# Дъблинчани
„Дъблинчани“ е сборник с 15 разказа от Джеймс Джойс, първоначално издаден през 1914 г. Те създават натуралистично изображение на живота на ирландците от средната класа в Дъблин в началото на XX век.
Историите са написани, когато ирландският национализъм е на върха си. Центърът на идеята на Джойс за епифания: момент, когато герой изпитва себеразбиране или просветление. Много от героите в „Дъблинчани“ се появяват с малки роли в другия роман на Джойс – „Одисей“. Първите разкази от колекцията са разказани от името на герои деца, които с течение на времето се спречкват с живота и тревогите на по-големите хора. Това е в съответствие с тройното разделяне на колекцията на Джойс от детство, юношество и зрелост.

## История на публикацията
Между 1905 г., когато Джойс първо е изпратил ръкопис до издател, и 1914 г., когато книгата най-накрая е публикувана, Джойс предава книгата 18 пъти на 15 издатели. Историята на публикацията на книгата е мъчителна история на упорство, съпътствана с фрустрация. Най-накрая, през 1905 г., The London House of Grant Richards, се съгласява да я публикува. Печатарят обаче отказва да публикува една от историите („Двама кавалери“) и се опитва да принуди Джойс да премахне и някои други разкази. Джойс протестира, но накрая се съгласява с някои от промените. Ричърдс се отказва от сделката, но през 1914 г. отново се съгласява.

## Разкази
- „Сестрите“: След като свещеникът отец Флин умира, младо момче, което е било близо с него и семейството му, го понася, но само повърхностно.
- „Среща“: Двама ученици бягат от училище и срещат старец.
- „Арабия“: Момче се влюбва в сестрата на приятеля си, но се проваля в опита си да ѝ купи подарък от арабския базар.
- „Евелин“: Млада жена се чуди дали да напусне Ирландия с един моряк.
- „След състезанието“: Ученикът Джими Дойл се опитва да се впише в обществото на богатите си приятели.
- „Двама кавалери“: Двама мошеници, Ленехан и Корли, намират прислужница, която е навита да краде от господаря си.
- „Пансионът“: Г-жа Муни успешно урежда дъщеря си Поли да се омъжи за наемателя си г-н Доран.
- „Облаче“: Вечерята на Чандлър със стария му приятел Игнейшъс Галахар хвърля светлина върху литературните му мечти.
- „Схватки“: Фарингтън, тромав пропит писач, си излива гнева по кръчми и върху сина си Том.
- „Пръст“: Старата жена Мария, перачка, празнува Хелоуин с детето си Джо Донели и семейството му.
- „Прискърбен случай“: Г-н Дъфи отблъсква г-жа Синико и след четири години осъзнава, че я е осъдил на самота и смърт.
- „В Деня на бръшляновия лист“
- „Майка“: Г-жа Кирни се опитва да накара дъщеря си да се гордее от нея.
- „Благодат“: След като г-н Кирън се наранява, падайки надолу по стълбите в бар, приятелите му се опитват да го възстановят чрез католицизма.
- „Мъртвите“